# Синьга
Синьга́ (Melanitta nigra) — вид водоплавних птахів родини Качкових, що гніздиться на півночі Євразії. В Україні рідкісний залітний взимку.

## Морфологічні ознаки
Качка середнього розміру. Маса тіла 0,9-1,6 кг, довжина тіла 44-54 см, розмах крил 79-90 см. Дорослий самець у шлюбному вбранні чорний, з металічним полиском; дзьоб чорний, зі здуттям на основі верхньої щелепи і яскраво-жовтою плямою; ноги чорні; райдужна оболонка ока темно-коричнева; у позашлюбному оперенні металічний полиск відсутній. Доросла самка бура, зі світло-сірими щоками, горлом та боками шиї; дзьоб бурий, майже без здуття на основі. Молодий птах подібний до дорослої самки, але світліший; груди і черево білуваті.
Від турпана відрізняється відсутністю білого «дзеркальця», а дорослий самець — також темно-коричневою райдужною оболонкою ока і чорними ногами; доросла самка від дорослої самки турпана — світлими щоками і шиєю, від дорослої самки і молодого птаха червонодзьобої черні — формою та кольором дзьоба.

## Поведінка та її особливості
Літає швидко і маневрово, з характерним свистом крил; добре плаває і пірнає, перед тим, як пірнути, трохи підстрибує над водою з притиснутими до тулуба крилами; з води злітає важко. Досить часто видає звуки: у самця — свист «пііу», з частим повторенням; у самки — хрипке кахкання.

## Поширення
Євразія від Скандинавії на сході до дельти Лени, верхів'я Хатанги, верхньої течії Підкам'яної Тунгуски. На півночі Європи до арктичного узбережжя, на Ямалі до 71-ї паралелі, в долині Єнісею до 72-ї паралелі, на східному Таймирі до 75-ї паралелі, до дельти Лени. На південь ареал в європейській частині Росії проходить приблизно по 65-й паралелі, в Західному Сибіру до 64-ї паралелі, до басейну верхнього Вілюя. Острови: Ісландія, Британські, Шпіцберген, Ведмежий, Хіума, Сааремаа, ймовірно Колгуєв, Вайгач та південний острів Нової Землі.
Синьга кочуючий або перелітний вид. Переміщення на місця зимівлі тривають у вересні — жовтні. Восени птахи летять мало, більшу частину відстані долаючи поступово морем. Навесні здійснюють перельоти над морем.
Зимує синьга на незамерзаючих морських акваторіях біля північного узбережжя материків, найбільші скупченні відомі на Балтиці, в Північному морі. На Каспії, Чорному морі зимують поодинокі птахи.

## Чисельність
Світову популяцію оцінюють в 1,6 млн особин, з яких близько 1 млн — статевозрілі птахи, що складають близько 2/3 від всієї популяції. Чисельність в Європі оцінена в 100–130 тис. пар, зимує понад 610 тис. особин.

## Річний цикл

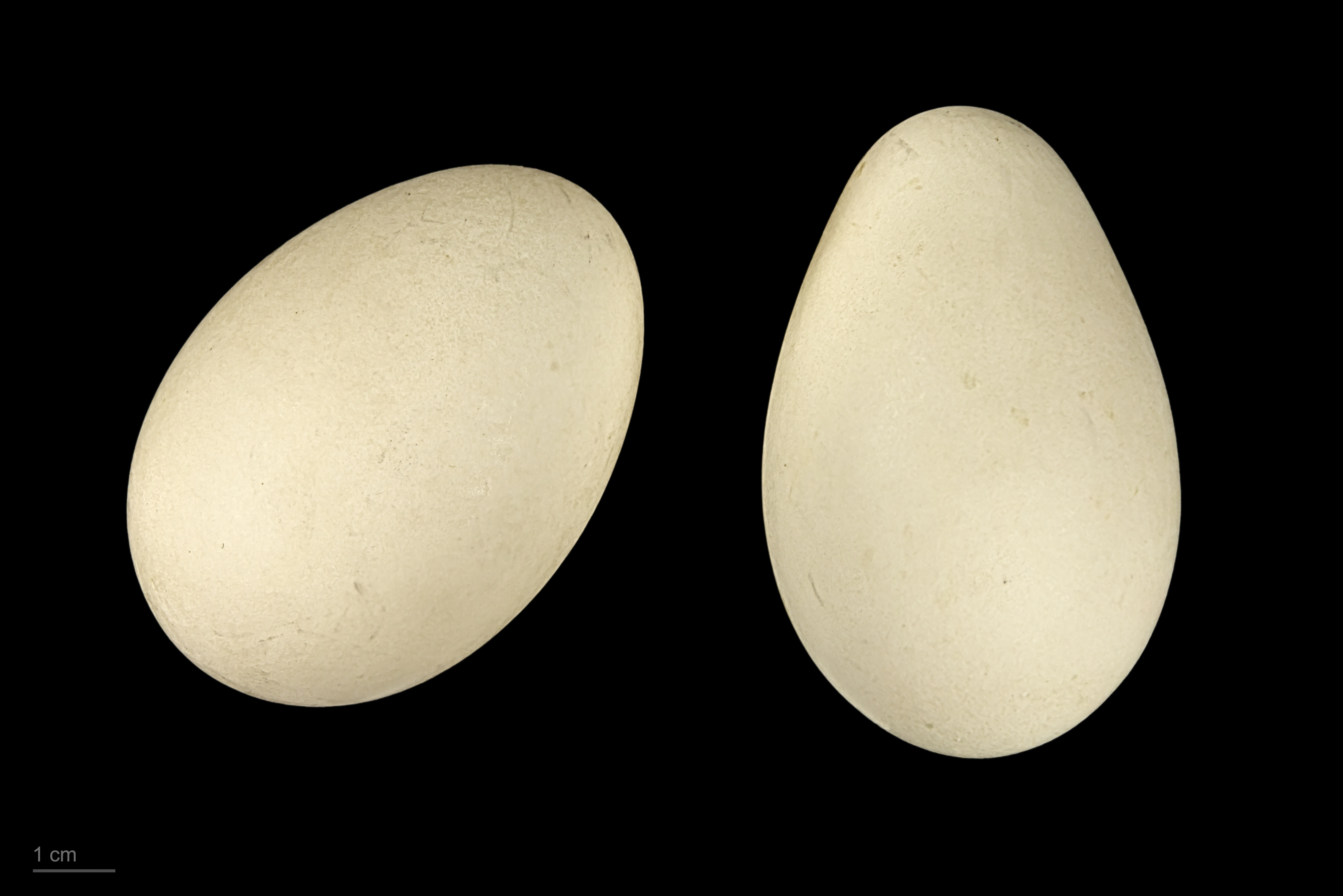
Яйця (Тулузький музей)

Моногам, статева зрілість настає у 2 роки. До місць гніздування прилітає з березня по червень. Гніздиться біля річок із повільною течією, озер та ставків, розташованих в лісотундрі або в тундрі. В тайзі гніздиться на мохових болотах. Відомі також поселення на островах у морі та морському узбережжі. Гнізда складаються з рослинного матеріалу, синьга їх розміщує біля самої води під кущем або серед трави. У гніздах з повною кладкою яєць багато пуху, який утворює валик навколо самки і закриває яйця на час її відсутності. Гніздовий період розтягнутий з березня по червень. Повна кладка складається з 6-9 бурувато-зелених яєць. Пташенята вилуплюються через 27-31 день. Відразу після народження виводок слідує за самкою до води. Через 40-45 днів вони стають самостійними. Самці вже у червні залишають місця гніздування та повертаються на море для линяння.
Поза періодом розмноження синьга тримається зграями на відкритій воді.
Линяння відбувається двічі на рік. Повне линяють у самців відбувається протягом серпня — вересня, інколи розтягується до зимівлі. Линяння самок розпочинається після підйому на крило молодих птахів. Друге, передшлюбне линяння у птахів обох статей (змінюються стернові пера та контурні) припадає на березень — квітень.

## Живлення
Синьга живиться переважно молюсками (зокрема, мідіями), а також дрібними ракоподібними, личинками комах (бабок, хірономід). У прісних водоймах основу здобичі складають комахи та дрібна риба. Чудово плаває та пірнає, під водою грібні рухи здійснює крилами. Їжу здобуває пірнаючи під водою, при цьому птах може досягати глибини до 30 м.

## Значення та охорона
У місцях масової концентрації синьга є мисливським видом, особливо під час осінньої міграції.
Основними загрозами для виду є виливи нафти у водойми, чинник турбування з боку швидкісних кораблів та поромів на місцях зимівлі, евтрофікація водойм, розбудова мережі вітрових електростанцій, збирання яєць браконьєрами.
Синьга перебуває під охороною відповідно до Угоди AEWA.